# Mathilda Halls skola
Mathilda Halls skola var en kristen flickskola i Göteborg, aktiv mellan 1857 och 1938. 

## Historik

### Bakgrund
Mathilda Hall föddes i Göteborg den 29 april 1833 och tillhörde den kända köpmanssläkten Hall, som på 1700-talet flyttade till staden från England. Tidigt drömde hon om att bli lärare och på sin griffeltavla ritade hon skolhus och skolbarn. Hon gick först vid Brödrasocietetens skola i Göteborg, men för att fortsätta studierna reste hon till Holland, där hon samtidigt som hon själv studerade undervisade vid en pension, vilken, liksom societetsskolan i Göteborg, tillhörde Evangeliska Brödraförsamlingen. I pensionen talades holländska och tyska. Vid 21 års ålder avlade Mathilda Hall lärarinneexamen vid universitetet i Utrecht.

### Verksamhet
Tillbaka i Göteborg började Mathilda Hall sin verksamhet med två eller tre elever i sitt hem. Redan i maj 1857 började hon skolverksamhet vid Drottninggatan i Göteborg och 5 oktober 1869 en mer reguljär skolverksamhet med 3 klasser och 27 elever i doktor Monténs hus, Kungstorget nr 1. År 1872 hade skolan 54 elever, fördelade på fem klasser och en förberedande avdelning. 1873 tillkom ytterligare en klass, och året därpå delades den förberedande avdelningen i två klasser, en övre och en nedre. Det sammanlagda elevantalet hade då vuxit till 101. Mathilda Hall var varmt religiös och kristendomen fick därför stor plats på schemat. Praktiska övningsämnen som klädsömnad och träslöjd var viktiga, det senare med metodik från det då inrättade Nääs slöjdseminarium. Hall undervisade själv i flera ämnen, fram till 1870-talet, bland annat i tyska och engelska men därefter bara i kristendom. Skolans morgonböner leddes alltid av Mathilda Hall. Inledningsvis fanns bara manliga lärare, men efter att Högre lärarinneseminariet tillkommit i Stockholm kunde även kvinnliga lärare anställas. 
Stiftaren kallade den Realskolan för flickor, men 1867 blev Mathilda Halls skola det officiella namnet. Skolan flyttades 1879 till Vallgatan 23, där hela huset i tre våningar, hyrdes av skolan. Ytterligare en våning hyrdes 1883 i ett intilliggande hus, Södra Larmgatan 18. Samma år fick skolan en åttonde klass, och elevantalet hade nu vuxit till 183. Efter höstterminen 1886 kunde skolan flytta till en egen fastighet, Karl Gustavsgatan 8 - 10, ritade av August Krüger och vilka invigdes 31 augusti samma år av biskopen i Strängnäs stift, Uddo Lechard Ullman. Fastigheten inrymde, förutom lektionsrum, en stor samlingssal, gymnastiksal samt bostad för föreståndarinnan. Taxeringsvärdet 1889 var 71 000 kronor. År 1894 uppgick elevantalet till 224, och åren 1897-99 beviljades skolan bidrag av Kungl. Maj:t med 3 000 kronor per år.
Efter Mathilda Halls död 3 juni 1894 leddes skolan av hennes systrar Josephine och Anna Hall, som efter två år lämnade över skolan till Frida Pallin (1860–1931), som verkade där i 27 år. Skolan var då fullt utbyggd, med åtta elementar- och tre småskoleklasser; totalt 198 elever.  Pallin köpte skolans fastighet av Mathilda Halls sterbhus för 115 000 kronor och betalade under 10 år till Josephine Hall en årlig summa av 200 kronor för rätten att få driva skolan under oförändrat namn. Skolans tomt hade Hall köpt av Göteborgs stad för 21 000 kronor. Elevantalet i skolan växte snabbt, och för att få utökad plats, hyrdes 1906 sex rum för de förberedande klasserna i det närbelägna KFUM:s hus. Skolans elevantal uppgick vid höstterminens början detta år till 273. År 1908 togs även föreståndarinnebostaden i bruk för skolans behov. Då trångboddheten blev allt besvärligare, köptes 1912 den angränsande fastigheten Karl-Gustavsgatan 6, vilken ombyggdes och förenades med det gamla huset. År 1910 omfattade undervisningen, förberedande skola med tre klasser samt elementarskola med åtta klasser. Samma år var skolavgifterna 20-120 kronor per termin och elev. Läsåret 1911–1912 hade skolan 374 elever. Högsta elevantalet, 503, nådde man under läsåret 1924–1925. Fram till 1906 var föreståndarinnan ensam skolans ägare, men detta år bildades Aktiebolaget Mathilda Halls skola, som köpte in skolans fastighet. 
Efter Pallins pensionering 1923 leddes verksamheten av filosofie magister Gertrud Sandberg, som sedan 1922 varit biträdande föreståndare och från 1935 Ebba Persson som sedan 1914 varit lärare vid skolan.
Mathilda Hall yttrade en gång: "Jag känner min uppgift som trädgårdsmästarens. Barnen äro mina blommor. Jag vill ge dem ans och vård, men blombladen skola icke bära spår av mina händer."

### Upplösning
Vid Göteborgs stadsfullmäktiges sammanträde 3 februari 1938 beslutades att upprätta en ny kommunal flickskola, som från höstterminen samma år skulle ersätta bland andra Mathilda Halls skola, med flera flickskolor (Fruntimmerföreningens flickskola, Göteborgs lyceum för flickor och Vasa flickskola). Den nya skolan fick namnet Vasastadens kommunala flickskola.
Fastigheterna vid Karl Gustavsgatan såldes den 31 december 1954 till Försäkringsaktiebolaget SveaNornan.

## Föreståndare vid skolan
- Mathilda Hall (1857–1894)
- Josephine Hall (1894–1896)
- Anna Hall (1894–1896)
- Frida Pallin (1896–1923)
- Gertrud Sandberg (1923–1935)
- Ebba Persson (1935–1938)

## Inspektorer vid skolan
- A. O. Heurlin (1897–1905)
- Ludvig Stavenow (1905–1914)
- Otto Nordenskjöld (1914–1928)
- Gösta Bodman (1928–1938)